# لسه عم تسجل
لسّه عم تسجل هوَ فيلم تسجيلي طويل تدورُ حول أحداثه بين عامي 2011 و2014 في سوريا، حيث يترك الصديقان سعيد وميلاد العاصمة دمشق، متجهين إلى دوما التي كانت تحت سيطرة المعارضة لإقامة محطة إذاعية واستوديو تسجيل. يحاول سعيد البطل أن يعلّم شباب الغوطة الشرقيّة قواعد التصوير، ولكنّ الحقيقة التي يواجهونها هناك هي أقسى من أن تخضع لأيّة قاعدة. صديقه ميلاد على الجانب الآخر من دمشق الخاضعة لسيطرة النظام، يتابع دروسه في كلية الفنون الجميلة، لكنه يقرر أن ينضمّ إلى سعيد في دوما المحاصرة، حيث أنشأَ سويّة إلى جانب أصدقاء آخرين، محطّة راديو محليّة واستوديو تسجيل. ظلّت الكاميرا بين أيديهما يصوّران فيها كلّ شيء إلى أن صورتهما ذات يوم.
فاز الفيلم بجائزتين رئيسيتين في أسبوع النقاد في مهرجان البندقية وهما جائزة الجمهور وهي الجائزة الرئيسيّة لأسبوع نقاد السينما الدولي في فينيسيا، إضافة إلى جائزة فيبريسكي المرموقة (جائزة الاتحاد الدوليّ لنقّاد السينما).

## وصلات خارجية
- رابط الفيلم على إي إم دي بي